# Berchemia jainiana
Berchemia jainiana là một loài thực vật có hoa trong họ Táo. Loài này được Prashant Keshav Pusalkar và Devendra Kumar Singh mô tả khoa học đầu tiên năm 2009.

## Phân bố
Loài bản địa Ấn Độ (phân bố cách biệt tại Tây Himalaya và Assam).